# L'Île aux chiens
Pour les articles homonymes, voir Île aux Chiens.
Ne doit pas être confondu avec L'Île des chiens.
Pour plus de détails, voir Fiche technique et Distribution.
L'Île aux chiens (Isle of Dogs) est un film américain écrit et réalisé par Wes Anderson, sorti en 2018. Il utilise la technique de l'animation en volume.
Le film ouvre la Berlinale 2018 et Wes Anderson y remporte l'Ours d'argent du meilleur réalisateur.

## Synopsis

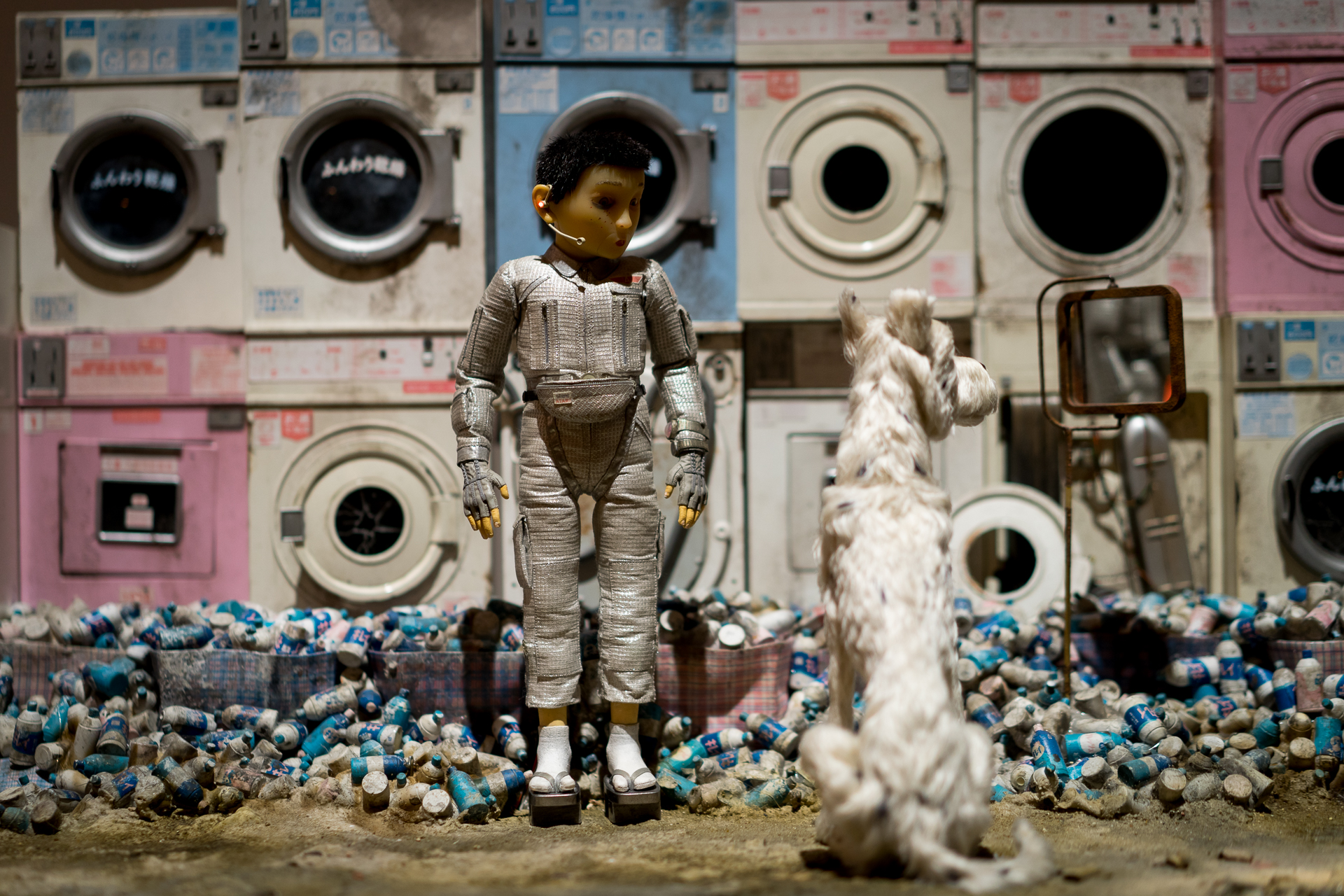
Décors et figurines des personnages d'Atari et Chief utilisés dans le film.

Dans un futur dystopique, dans la ville japonaise de Megasaki, un virus de la grippe truffoïde se propage dans toute la population canine grandissante. Le maire autoritaire, Kobayashi (un homme issu d'une longue lignée d'amateurs de chats et haïsseurs de chiens) aidé par son bras droit le major Domo, signe un décret bannissant tous les chiens à l'Île poubelle (« l'île des déchets », sorte de ghetto/camp de concentration/d'extermination où sont stockés les détritus de la ville), bien que le scientifique Watanabe fasse savoir qu'il est sur le point de trouver un anti-virus. Le premier chien à être banni est Spots, qui appartenait à Atari Kobayashi, le neveu orphelin et pupille du maire, qui est encagé et déposé sur l'île.
Six mois plus tard, sur l'Île poubelle en plein jour, cinq chiens alpha aux noms conquérants, Rex, King, Duke, Boss et le chien errant Chief aperçoivent un avion volé et piloté par Atari qui s'est enfui de chez lui pour retrouver Spots sur l'Île poubelle. Après un crash, l'enfant est sauvé par les cinq chiens. Ces derniers décident d'aider Atari à retrouver Spots, bien que Chief se refuse à fraterniser avec les humains. Le jeune garçon et ses compagnons canins découvrent finalement la cage de Spots, verrouillée et renfermant les ossements d'un chien. Toutefois, le nom sur la médaille du chien est différent et il semblerait que Spots vit toujours quelque part sur l'île. Après une escarmouche avec une équipe envoyée par Kobayashi pour récupérer Atari, et sur l'insistance d'une chienne de concours nommée Nutmeg, Chief change d'avis et décide d'accompagner Atari et les autres chiens dans leur quête. Ils cherchent conseil auprès de Jupiter et Oracle, deux sages chiens qui les informent de l'existence d'une tribu cannibale d'ex-chiens cobayes des Laboratoires Kobayashi sur une partie isolée de l'île.
Pendant ce temps, le professeur Watanabe met au point son remède mais meurt d'un empoisonnement au wasabi orchestré par Kobayashi. Tracy Walker, une étudiante étrangère, soupçonne une conspiration et commence à enquêter. Elle exhorte à l'action l'assistante scientifique de Watanabe, Yoko Ono, qui confirme ses soupçons et lui donne la dernière dose restante du remède.
Au cours du voyage à travers l'île, Chief et Atari sont séparés des autres. Chief se laisse attendrir par Atari et finit par lui obéir. En le lavant, Atari remarque qu'il est de la race de Spots et en déduit qu'il pourrait être son frère. Chief révèle qu'il a été autrefois un animal domestique, forcé de fuir après avoir mordu la main de son maître, probablement par crainte. Ils rejoignent le groupe des autres chiens, arrivent à localiser la tribu isolée, mais se retrouvent une fois de plus dans une embuscade tendue par les hommes de Kobayashi. Spots arrive avec une petite armée de chiens, qui aident à repousser les assaillants. Grâce à des flashbacks, il révèle qu'il a été sauvé à son arrivée par cette tribu, qui ne sont pas cannibales et qui ont juste mangé un des leurs une seule fois, pour ne pas mourir de faim. Spots est devenu plus tard leur chef et un père après la rencontre d'une chienne dans la tribu nommée Peppermint. Spots confirme également que Chief est son frère, et, pour élever sa famille, demande à Atari de transférer sa charge de protection à ce dernier. Atari et Chief acceptent. Un hibou arrive, révélant que Kobayashi prévoit d'exterminer tous les chiens sur l’Île poubelle lors de sa réélection imminente. Chief, Atari et la tribu des chiens décident de retourner à Megasaki City pour tenter de l'empêcher.
Lors de la réunion électorale, le maire se prépare à donner l'ordre d'extermination, mais Tracy présente la preuve de sa corruption et de l'existence du remède. Chief, Atari et les chiens arrivent aussi et prouvent que le remède est efficace. Atari récite un haïku de son cru aux citoyens et surtout à son oncle, expliquant comment la vie serait si triste sans les chiens. Kobayashi se rend compte que ses actions étaient cruelles, mais le major Domo, aveuglement loyaliste à la tradition Kobayashi, insiste pour l'extermination des chiens. Un affrontement s'ensuit au cours duquel le bouton d'activation de l'opération extermination est enfoncé. Mais le poison wasabi destiné à euthanasier les chiens est envoyé aux assaillants grâce à un piratage informatique réalisé par un ami de Tracy. Pendant la bagarre, Atari et Spots sont gravement blessés. Le seul rein restant d'Atari est abîmé. Kobayashi, admettant ses erreurs, donne le sien pour sauver le garçon.
Selon la loi électorale, la fonction de maire de la ville échoit à Atari, qui décrète aussitôt que les chiens sont autorisés à réintégrer la société. Un mémorial dédié à Spots, déclaré mort, a été créé à Mégasaki en l’honneur de son héroïsme. Chief se rapproche de Nutmeg et assume le rôle de garde du corps d'Atari. À la fin du film, il est révélé que Spots est encore en vie (il s'est fait implanter des éléments cybernétiques en lui). Il élève en secret avec Peppermint, ses chiots sous l’ancien manoir Kobayashi.

## Fiche technique
- Titre original : Isle of Dogs, en surimpression en japonais : 犬ヶ島, Inugeshima
- Titre français : L'Île aux chiens
- Réalisation : Wes Anderson
- Scénario : Wes Anderson, d'après une histoire imaginée par lui-même, Roman Coppola, Jason Schwartzman et Kunichi Nomura (en)
- Direction artistique : Curt Enderle
- Musique : Alexandre Desplat
- Décors : Paul Harrod et Adam Stockhausen
- Photographie : Tristan Oliver
- Production : Wes Anderson, Jeremy Dawson, Steven M. Rales et Scott Rudin
  - Producteurs délégués : Eli Bush, Molly Cooper, Christoph Fisser, Henning Molfenter et Charlie Woebcken
  - Productrice associée : Octavia Peissel
- Sociétés de production : American Empirical Pictures, Indian Paintbrush et Scott Rudin Productions
- Société de distribution : Fox Searchlight Picutres (États-Unis) ; 20th Century Fox (France)
- Pays d'origine :  États-Unis,  Japon et  Allemagne
- Langues originales : anglais et japonais
- Format : couleur - 2,35:1 D-Cinema - Dolby Digital
- Genre : animation, comédie, aventure
- Durée : 101 minutes
- Dates de sortie :
  - Allemagne : 5 février 2018 (première mondiale à la Berlinale) ; octobre 2018 (sortie nationale)
  - États-Unis : 17 mars 2018 (South by Southwest) ; 23 mars 2018 (sortie limitée) ; 13 avril 2018 (sortie nationale)
  - Canada : 23 avril 2018 (sortie limitée : Toronto)
  - France : 11 avril 2018

## Distribution
Certains personnages parlent en anglais, d'autres en japonais.
- Bryan Cranston (VF : Vincent Lindon) : Chief
- Koyu Rankin : Atari Kobayashi
- Edward Norton (VF : Romain Duris) : Rex
- Bill Murray (VF : Hippolyte Girardot) : Boss
- Jeff Goldblum (VF : Mathieu Amalric) : Duke
- Bob Balaban (VF : Yvan Attal) : King
- Kunichi Nomura (en) : le maire Kenji Kobayashi
- Akira Takayama (en) : le major Domo
- Liev Schreiber (VF : Louis Garrel) : Spots
- Greta Gerwig : Tracy Walker
- Frances McDormand (VF : Isabelle Huppert)  : l'interprète Nelson
- Scarlett Johansson (VF : Léa Seydoux) : Nutmeg, la chienne de concours
- F. Murray Abraham (VF : Daniel Auteuil) : Jupiter
- Tilda Swinton (VF : Aurore Clément) : Oracle
- Courtney B. Vance (VF : Frantz Confiac) : le narrateur
- Harvey Keitel (VF : Jean-Pierre Léaud) : Gondo
- Fisher Stevens (VF : Nicolas Saada)  : Scrap
- Mari Natsuki : Auntie
- Akira Ito : le professeur Watanabe
- Yoko Ono (VF : Yumi Fujimori) : l'assistante scientifique Yoko Ono
- Yojiro Noda : le présentateur du journal
- Ken Watanabe : le chirurgien en chef
- Frank Wood (VF : Patrick Osmond) : la machine simul-traducteur
- Nijirō Murakami (VF : Adrien Larmande) : l'éditeur Hiroshi
- Roman Coppola (VF : Bernard Métraux) : Igor
- Anjelica Huston : le caniche muet

Principaux interprètes
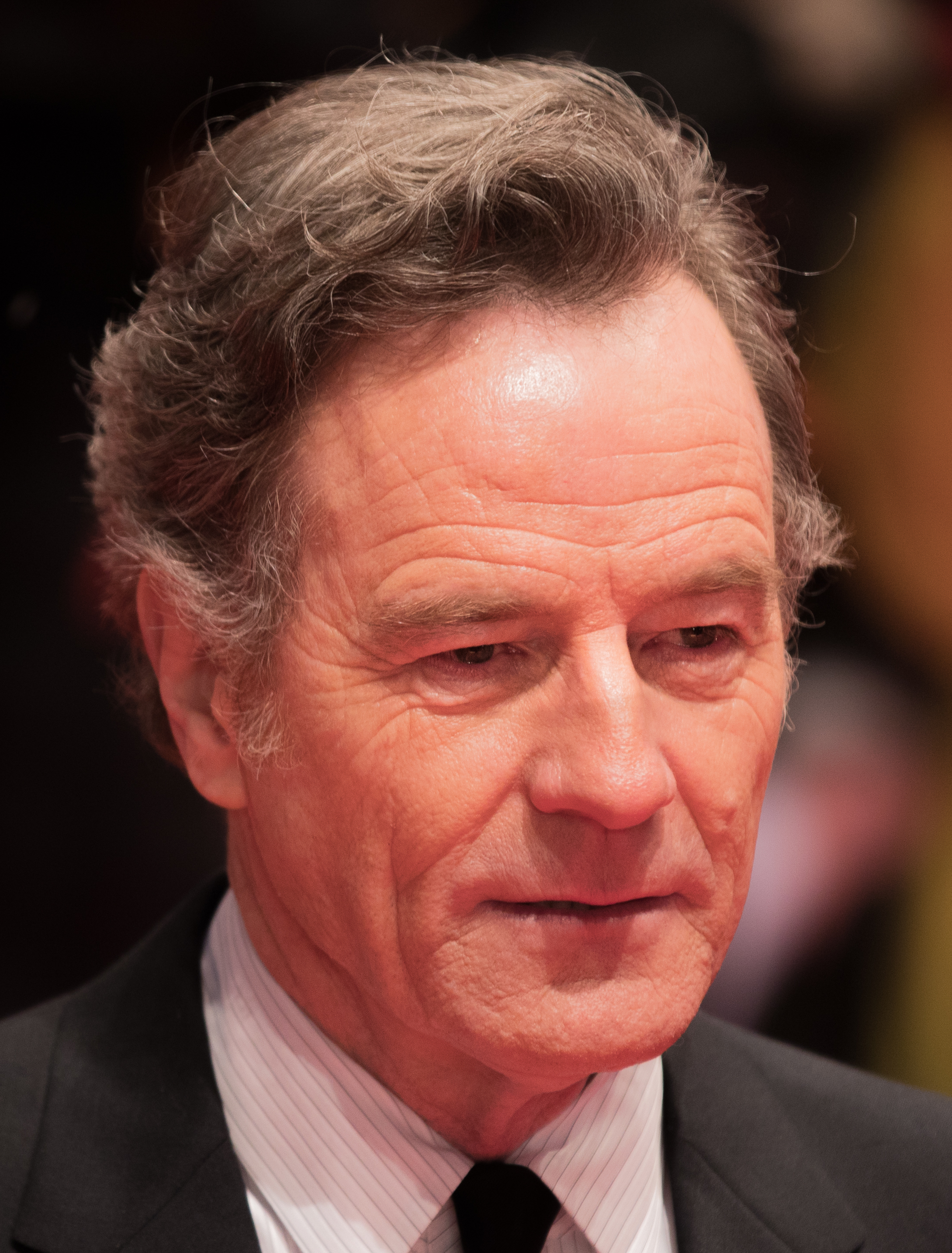
Bryan Cranston
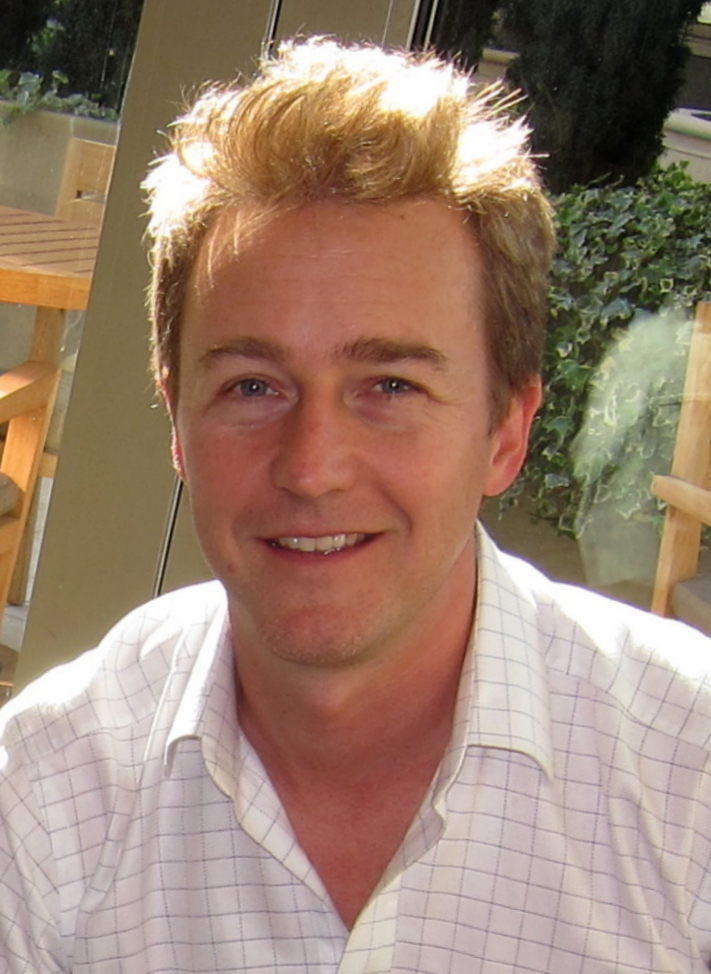
Edward Norton
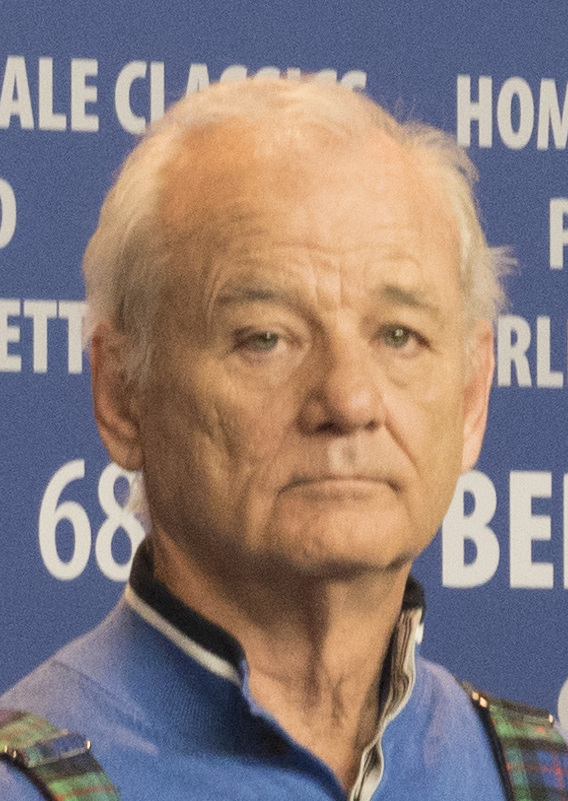
Bill Murray
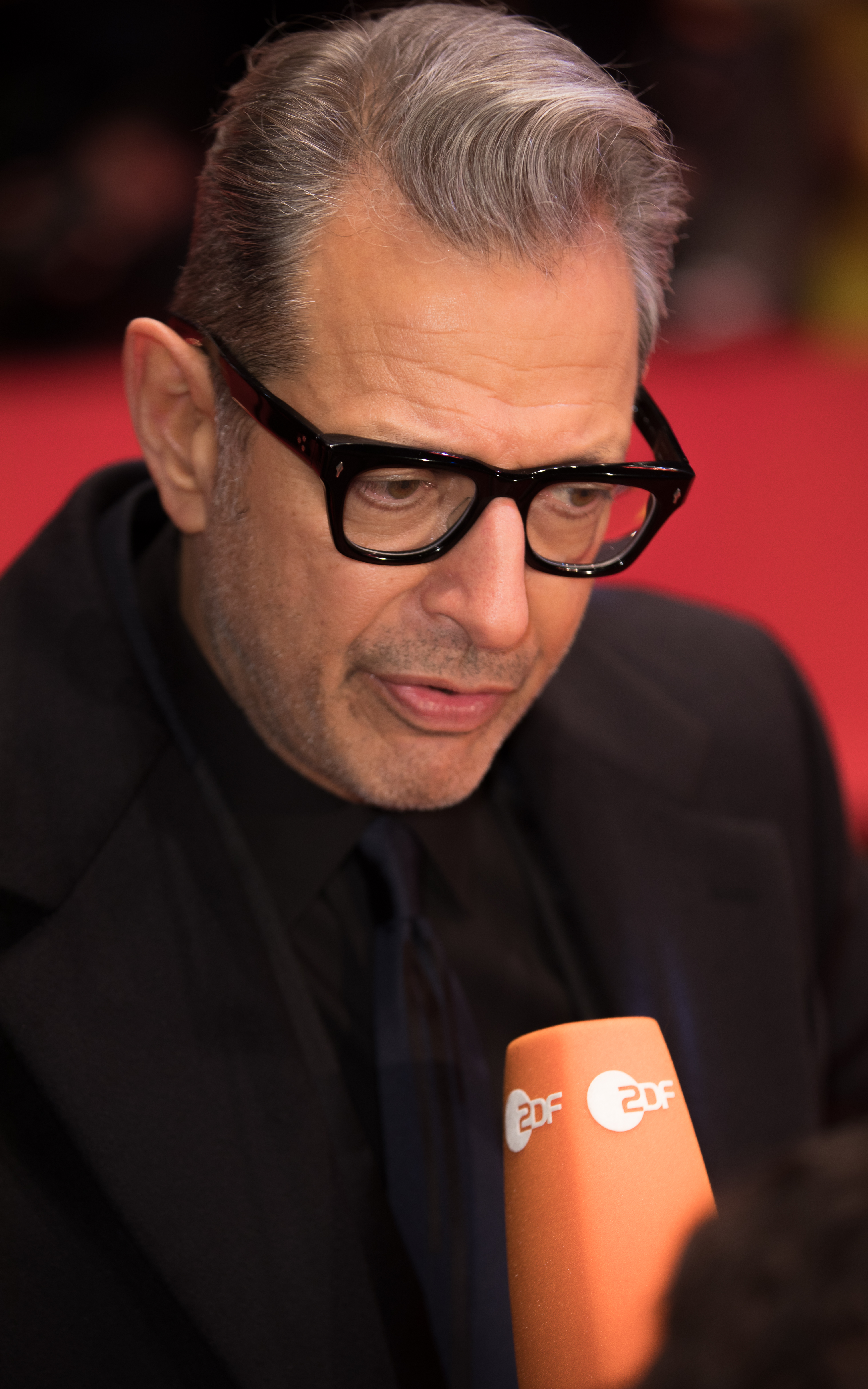
Jeff Goldblum
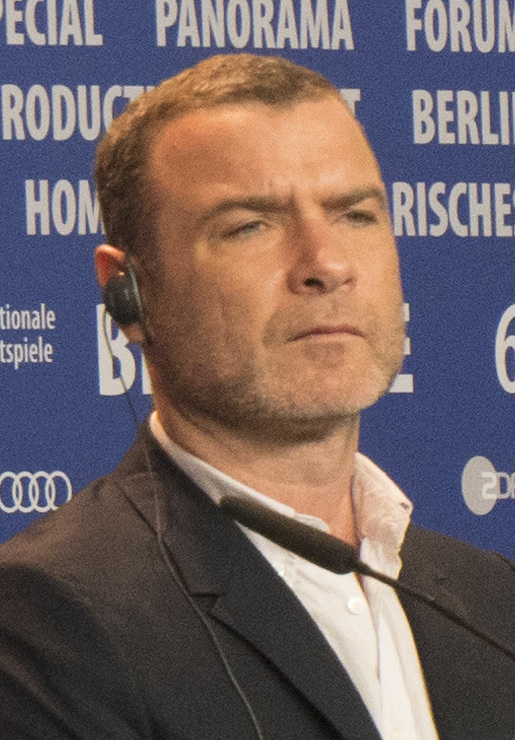
Liev Schreiber
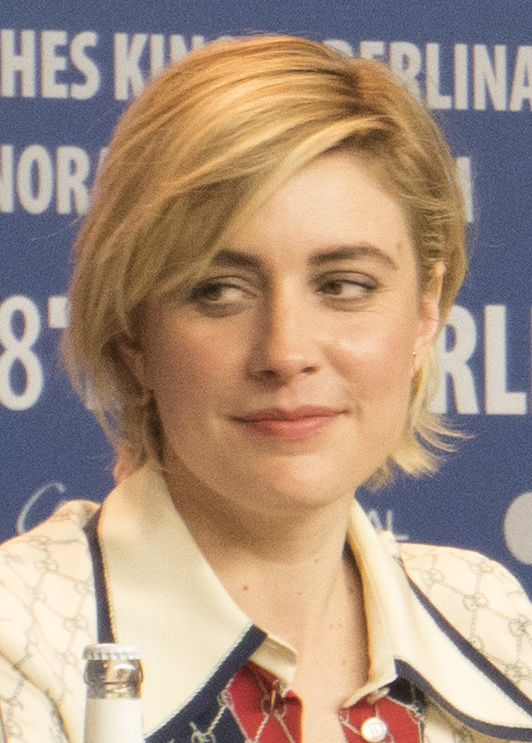
Greta Gerwig

## Production

### Genèse et développement
Wes Anderson avait déjà tourné un film en stop motion, Fantastic Mr. Fox en 2010. Initialement, son second film d'animation devait être un remake libre de L'Or de Naples de Vittorio De Sica.
En octobre 2015, Wes Anderson a annoncé qu'il se tournerait de nouveau vers l'animation avec un film sur les chiens avec les voix de Edward Norton, Bryan Cranston ainsi que Bob Balaban,.
Wes Anderson a également déclaré que ses films étaient fortement influencés par ceux d'Akira Kurosawa, tout comme les animations en volume produites par Rankin/Bass Productions. Les voix du film ont été révélées dans une vidéo produite par Wes Anderson visant à promouvoir un programme de protection des films.

### Tournage
Le tournage débute en octobre 2016 en Angleterre,,.

## Accueil

### Accueil critique
En France, le site Allociné propose une moyenne de 4,1/5 à partir de l'interprétation 38 critiques de presse.

### Box-office
- États-Unis : 31 989 645 $[13]
- France : 400 227 entrées[14]

## Distinctions

### Récompenses
- Berlinale 2018 : Ours d'argent du meilleur réalisateur
- Annie Awards 2019 : meilleure performance vocale pour un long métrage d'animation pour Bryan Cranston

### Nominations
- BAFA 2019 :
  - BAFA du meilleur film d'animation pour Wes Anderson
  - BAFA de la meilleure musique de film  pour Alexandre Desplat
- Oscars 2019 :
  - Oscar du meilleur film d'animation pour Wes Anderson, Jeremy Dawson, Steven M. Rales et Scott Rudin
  - Oscar de la meilleure musique de film pour Alexandre Desplat
- Annie Awards 2019 :
  - meilleur long métrage d'animation
  - meilleure animation de personnage dans un long métrage d'animation pour Jason Stalman
  - meilleurs décors dans un long métrage d'animation pour Adam Stockhausen et Paul Harrod

## Adaptation
En 2018, Minetarō Mochizuki adapte le film en manga,.